# Стів Міссільє
Стів Міссільє (фр. Steve Missillier; нар. 12 грудня 1984, Ансі, Франція) — французький гірськолижник. Срібний призер зимових Олімпійських ігор 2014 року у гігантському слаломі.